# Albisaure
L'albisaure (Albisaurus) és un gènere d'arcosaure no dinosaure, antigament es classificava com a tal. Fou descrit per primera vegada per Antonin Fritsch, un paleontòleg txec, l'any 1893, però les restes eren escasses. La validesa de les espècies no es pot provar basant-se en les restes fòssils i sovint es considera un gènere nomen dubium.